# تاكيو دوي
تاكيو دوي (باليابانية: 土居健郎؛ بالكانا: どい たけお) هو أستاذ جامعي وطبيب نفسي ياباني، ولد في 1920 في طوكيو في اليابان، وتوفي في 5 يوليو 2009.